# Antonia Pantojas
Antonia Pantojas (San Juan, 13 settembre 1922 – Manhattan, 24 maggio 2002) è stata un'attivista e educatrice portoricana.

## Biografia
Studiò all'università di Porto Rico, poi continuò una volta giunta a New York all'Hunter College (dove in seguito venne inserita nella loro Hall of Fame). Fondatrice nel 1961 dell'organizzazione no profit ASPIRA dove aderirono fra gli altri gli attori Jimmy Smits e Luis Guzmán.
Venne premiata con la medaglia presidenziale della libertà nel 1996 dal Presidente degli Stati Uniti d'America Bill Clinton, fu la prima donna portoricana a ricevere tale riconoscimento.
Morì il 24 maggio del 2002 all'età di 79 anni. Fra i suoi scritti più celebri Memoir of a visionary: Antonia Pantoja.

## Onorificenze
| Controllo di autorità | VIAF (EN) 16825582 · ISNI (EN) 0000 0000 4295 0507 · LCCN (EN) no97012623 |